# Kościół Sainte Marie des Batignolles w Paryżu
Kościół Sainte Marie des Batignolles – neoklasycystyczny kościół w 17. okręgu paryskim, na prawym brzegu Sekwany. 

## Historia
Budowa kościoła rozpoczęła się w 1828 r., sfinansowana przez króla Karola X oraz księżną Angoulême, córkę Ludwika XVI i Marii Antoniny. Również księżna wybrała patronkę przyszłej świątyni. Autorem projektu był Jacques Molinos, kościół początkowo miał składać się tylko z jednej nawy. Już w 1834 i 1839 obiekt musiał zostać gruntownie powiększony, by pomieścić wszystkich wiernych z szybko rosnącej parafii Batignolles-Monceau. Pracami kierował architekt Lequeux, a w 1841 r. arcybiskup Paryża pobłogosławił nowo powstałą świątynię. 
Obecnie współużytkownikiem obiektu jest wspólnota portugalska.

## Architektura
Kościół jest jednonawowy, bezwieżowy, naśladuje w formie grecką świątynię. Główne wejście prowadzi przez fronton oparty na czterech doryckich kolumnach, kościół posiada też dwoje drzwi bocznych; fasada powstała w swoim obecnym kształcie w czasie przebudowy obiektu. Wszystkie okna obiektu mają kwadratowy, bezstylowy kształt. Równie skromnie prezentuje się jego wnętrze, złożone z nawy i dwóch dobudowanych w latach 40. XIX wieku kaplic, w którym wyróżnia się jedynie prospekt organowy. W kaplicach znajdują się ołtarze poświęcone Maryi i św. Wincentemu à Paulo, ołtarz główny zastępuje figura Maryi Dziewicy. W kościele znajduje się dziewiętnastowieczny dzwon Etiennette.